# Bolette Berg
Bolette Berg (Nannestad, 1872 - 1944) fue una fotógrafa noruega. Ella y su socia Marie Høeg dirigían un estudio de fotografía, Berg & Høeg Fotoatelier, en Horten, un concurrido puerto naval en el sureste de Noruega. En aquella época, la fotografía estaba muy de moda entre los ricos, y las dos ganaban dinero vendiendo retratos y paisajes de su entorno. Sin embargo, su estudio no sólo se utilizaba para trabajar, sino también como lugar de reunión para mujeres, libre de juicios y de las estrictas normas sociales del momento. Era uno de los muchos estudios fotográficos que había en Horten, muchos visitantes y oficiales de la marina compraron fotografías como recuerdo, por lo que se creó una gran industria.
En 1903, Berg y Høeg se mudaron a Kristiania (Oslo), donde establecieron una editorial llamada Berg og Høghs Kunstforlag AS. Publicaron postales, revistas de arte y reproducciones de arte de la National Gallery, así como el libro Norske Kvinde, un texto de tres volúmenes sobre la historia del noruego.
Hay muy poca documentación sobre la pareja, aparte de sus muertes en 1944 (Berg) y 1949 (Høeg).
En la década de 1980, se descubrió una caja marcada como privada dentro de un granero que había sido propiedad de la pareja. La caja se abrió, de manera un tanto controvertida, y en el interior se descubrió una serie de negativos de vidrio. Estas fotografías mostraban a Berg y Høeg, a veces junto a otras personas, en posiciones y vestidos que rompían todas las normas y convenciones sociales de la época. En muchos de ellos, están vestidas con ropa estereotípicamente masculina, a menudo con una pipa y un bigote falso, mientras que en otros visten lo que es estereotípicamente femenino. Los negativos ahora son propiedad del Museo Preus.